# Abbaye de Mount Melleray
L’abbaye de Mount Melleray (en irlandais : Mainistir Chnoc Mheilearaí) est une abbaye trappiste en activité située à Cappoquin près de la côte sud de l'Irlande non loin de Waterford.
Fondée en 1832, elle se développe rapidement, au point de fonder avant 1850 une première abbaye-fille en Angleterre, celle de Mount Saint Bernard, puis New Melleray aux États-Unis.
Au début du XXe siècle, le développement se poursuit, avec la fondation d'une abbaye féminine non loin à Glencairn, puis les travaux d'agrandissement du monastère. Trois fondations masculines sont encore lancées, Mellifont et Portglenone en Irlande, Kopua en Nouvelle-Zélande.
Au début du XXIe siècle, l'abbaye comptait une communauté d'une trentaine de moines, mais vieillissante. Au début 2025, il ne restait que 6 d'entre-eux qui ont pris la décision de fusionner avec deux autres abbayes : Mellifont dans le comté de Louth et Mount St Joseph dans le comté de Tipperary, en y déménageant de façon provisoire.

## Localisation
L'abbaye de Mount Melleray, comme son nom l'indique, est bâtie à flanc de montagne, plus précisément sur les pentes méridionales des Knockmealdown Mountains (en).

## Histoire

### Fondation et toponymie
Après la Révolution de 1830, les moines non-Français de  l'abbaye Notre-Dame de Melleray, en Loire-Inférieure, sont expulsés. Ils trouvent refuge en Irlande en 1832, où ils fondent le monastère qui conserve le nom de Melleray en souvenir de leur ancienne maison. Dans l'attente de la reconnaissance officielle en tant qu'abbaye, la communauté est placée sous la responsabilité de l'évêque local du diocèse de Waterford et Lismore.
La construction du monastère définitif commence le 20 août 1833 avec la bénédiction de la première pierre par l'évêque du lieu, William Abraham (en). Peu après, dès le 17 mai 1835, le monastère est officiellement érigé en abbaye.

### Développement auXIXesiècle

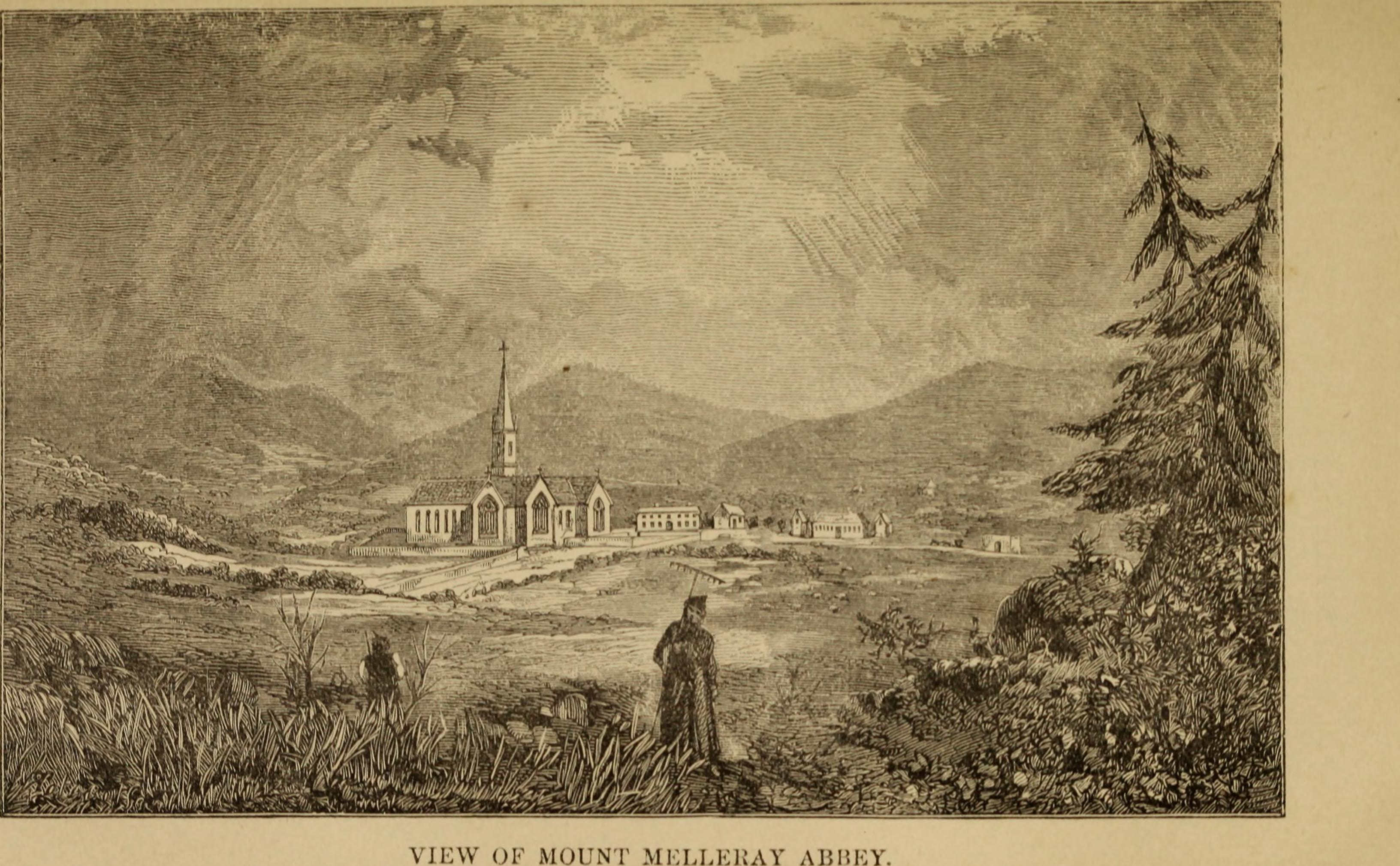
L'abbaye de Mount Melleray en 1872.

Dès l'année de la reconnaissance abbatiale canonique, Mount Melleray a déjà envoyé des moines fonder une abbaye-fille en Angleterre, celle de Mount Saint Bernard. Quatorze ans plus tard, en 1849, une nouvelle fondation portant le nom de Melleray est créée, cette fois aux États-Unis. Il s'agit de l'abbaye de New Melleray, située près de Dubuque, dans l'Iowa. Cette dernière création est dictée par la nécessité ; les moines sont en effet victimes de la grande famine irlandaise et cherchent à envoyer une partie de la communauté à l'abri.
En 1862, une tentative de réhabilitation de l'abbaye de Skibbereen, jadis communauté cistercienne féminine, se solde par un échec. Puis, à la fin du XIXe siècle, des dons importants sont proposés à Mount Melleray dans l'optique d'établir un monastère en Australie. Un premier don de huit cents acres (soit trois cent vingt hectares) est effectué en 1888 dans le diocèse de Goulburn (en), puis un second de mille acres (quatre cents hectares) dans le diocèse de Perth en 1900. Dans les deux cas, l'abbaye manque de candidats prêts au départ, et ces fondations sont abandonnées.

### AuXXesiècle

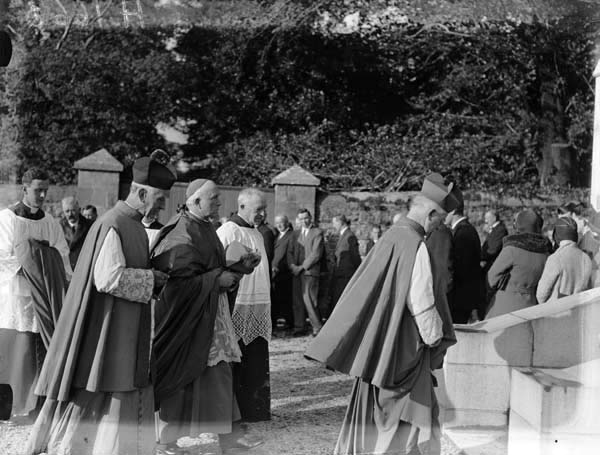
La consécration de l'abbé Stanislaus Hickey le 29 octobre 1931.

En 1932, le projet d'établissement d'une communauté féminine jumelée à Mount Melleray se concrétise enfin, avec l'achat de terres près de Lismore et l'arrivée de sœurs depuis Stapehill, dans le Dorset. C'est la fondation de l'abbaye de Glencairn. Un an plus tard, Mount Melleray fête le centenaire de la construction de l'église. À cette occasion, le chantier d'une nouvelle abbatiale commence, en présence de Joseph MacRory. Le gros des travaux ne commence cependant qu'en janvier 1835, pour s'achever le 26 novembre 1840 ; à cause de la Seconde Guerre mondiale, la consécration est toutefois reportée jusqu'au 20 août 1952.
À deux reprises, en 1946 puis lors de l'inauguration de 1952, Seán T. O'Kelly, président de l'Irlande, ainsi que son épouse Phyllis Ryan (en), visitent l'abbaye.
En 1938, Mount Melleray refonde le monastère de Mellifont, naguère le plus important établissement cistercien irlandais, fondé en 1142 et dissous en 1540 ; le nouveau bâtiment est situé à peu de distance des ruines de l'ancienne abbaye. Dix ans plus tard, en 1948, l'abbaye de Portglenone est fondée, ce qui constitue la première fondation monastique masculine en Irlande du Nord depuis le seizième siècle. Six ans plus tard, l'abbaye de Kopua est fondée en Nouvelle-Zélande.

### AuXXIesiècle
L'abbé de Mount Melleray, Eamon Fitzgerald, est nommé en 2008 abbé général de l'ordre cistercien de la Stricte Observance ; c'est le premier abbé général irlandais de l'histoire.
En 2011, un vaste projet architectural est mené pour adapter les cellules des moines à l'évolution démographique et en particulier au vieillissement de la communauté. Le projet est mené sous la maîtrise d'œuvre du cabinet dhbArchitects de Waterford. Le nouveau bâtiment compte vingt-sept cellules de neuf mètres sur trois ; il remplace un ancien dortoir de 1940 détruit et est situé du côté occidental du monastère, à l'opposé de l'entrée. Les cellules sont voûtées, entièrement vitrées côté façade mais avec un mur-écran extérieur dont les nervures se veulent inspirées de celles de Noirlac et de Fontenay,.

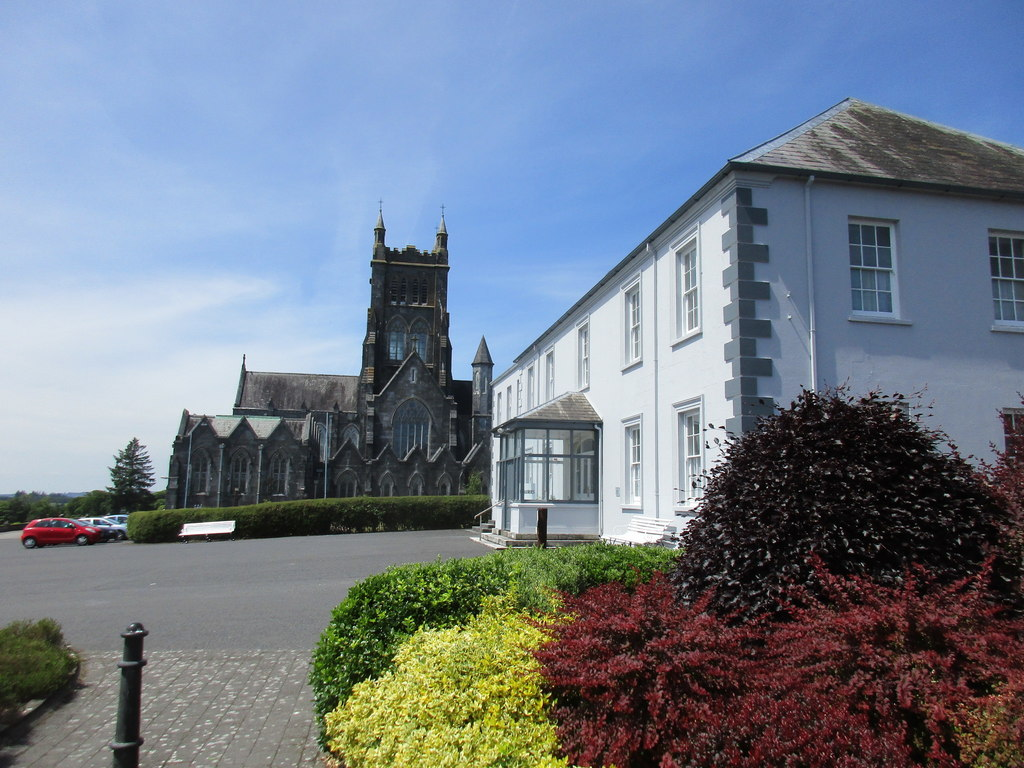
Le séminaire avec l'église du XXe siècle.

## Architecture

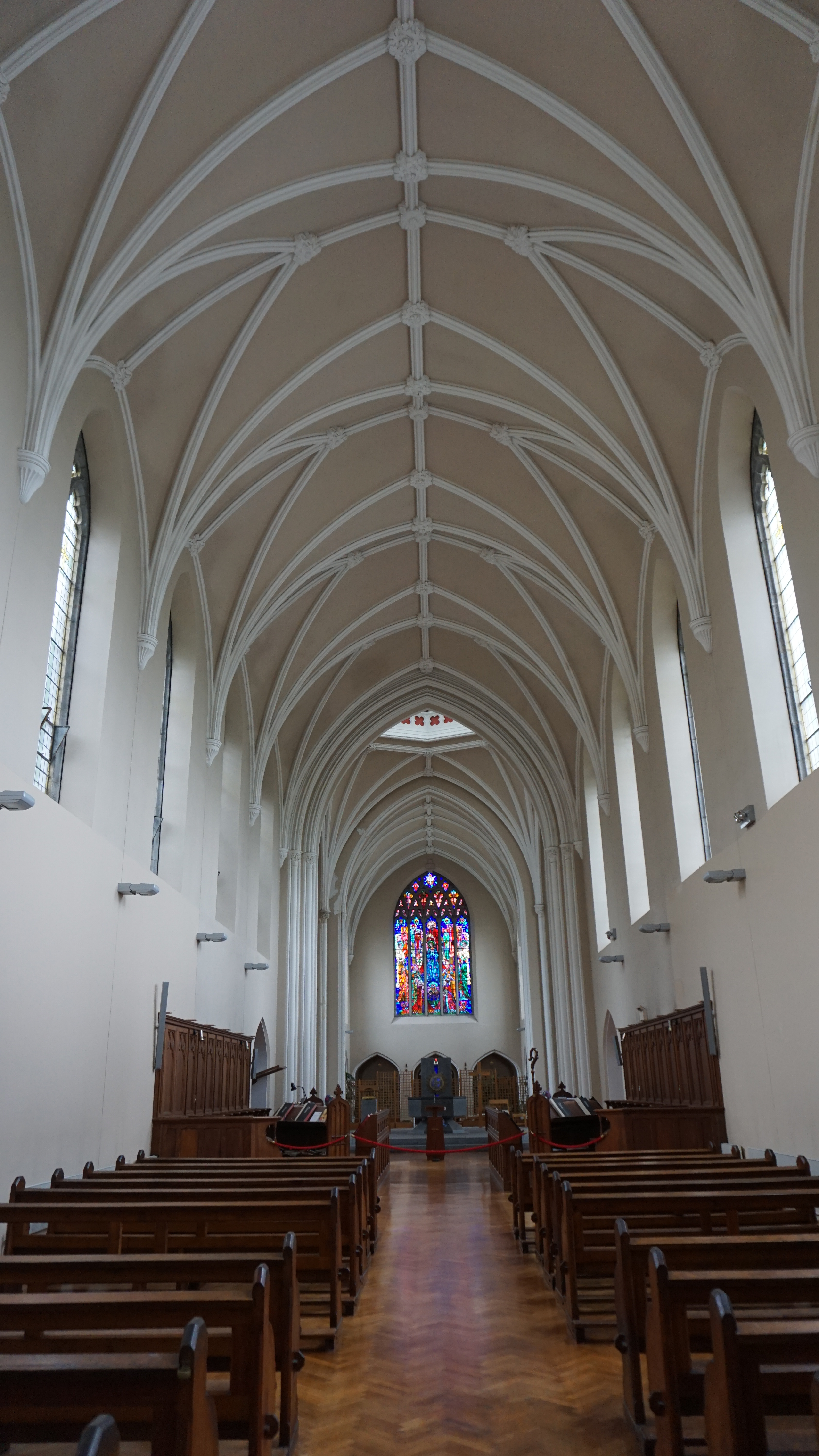
Intérieur de l'église abbatiale.

Avec sa grande tour-lanterne carrée, l'essentiel des travaux de l'église abbatiale fut achevé en novembre 1940. Ce n'est qu'un peu plus tard que furent installés le maître-autel et une vingtaine d'autels mineurs, dons de bienfaiteurs, ainsi que des vitraux, dont certains furent réalisés par les studios Harry Clarke. À l'angle sud-ouest de ce bâtiment, perpendiculairement à celui-ci, une chapelle fut également construite, toujours selon les plans de Jones and Kelly et avec des vitraux des studios Clarke. 
L'intérieur est également décoré de mosaïques murales. L'église était à l'origine dédiée à sainte Philomène, dont elle était autrefois le sanctuaire national. Cependant, sa statue fut retirée lorsque, sur instruction du Saint-Siège en 1961, le nom de Philomène fut rayé de tous les calendriers liturgiques.
L'église abbatiale de 1925 est de type néogothique à quatorze travées et à double hauteur, sur un plan cruciforme comprenant une nef à dix travées et à double hauteur avec une chapelle inférieure (publique). Celle-ci est à toit ouvert en bois sur consoles, plafond lambrissé, et arc brisé du chœur avec ornements gothiques décoratifs donnant sur l'autel.

## Liste des abbés
- Vincent de Paul Ryan, supérieur du 30 mai 1832 au 17 mai 1835, puis abbé jusqu'en décembre 1845
- Joseph Mary Ryan, abbé de janvier 1846 à octobre 1847
- Bruno Fitzpatrick, abbé d'avril 1848 à décembre 1893
- Carthage Delaney, abbé de janvier 1894 à mars 1908
- Maurus O’Phelan, abbé de mai 1908 à juillet 1931
- Stanislaus Hickey, abbé d'août 1931 à février 1933
- Celsus O’Connell du 5 avril 1933 au 2 février 1957
- Finbar Cashman, abbé du 26 avril 1957 au 6 mai 1971
- Paul Hennesy, abbé du 2 juillet 1971 au 14 mars 1975
- Edward Ducey, supérieur ad nutum du 23 mars 1975 au 26 août 1976 puis abbé jusqu'au 10 mai 1980
- Justin Mac Carthy, abbé du 26 juin 1980 au 19 juillet 1989
- Eamon Fitzgerald, abbé du 19 juillet 1989 à septembre 2008
- Michael Ahern, supérieur ad nutum de 2008 au 7 juin 2010
- Liam O’Connor, superieur ad nutum de 2015 à 2016[1]